# Javier José Colina
Javier José Colina Villacinda (San Felipe, Yaracuy, Venezuela; 15 de febrero de 1979) es un exbeisbolista y manager venezolano. Ha jugado en equipos de varias organizaciones de la Major League Baseball: los Rockies de Colorado, Cardenales de San Luis, Rojos de Cincinnati y Medias Blancas de Chicago. Durante la temporada 2009, con 31 años bateó 260 con seis jonrones y 41 carreras impulsadas en 91 juegos. Fue firmado como agente libre por los Rockies en 1997.

## Orígenes
Da sus primeros pasos en el béisbol menor con el conjunto de los Tiburones de San Felipe en 1988 a los 9 años de edad, posteriormente integró la selección de Yaracuy, participando en 14 competencias nacionales.

## Ligas Menores
En el año de 1997 firmó con el conjunto de los Rockies de Colorado, en la cual jugó 6 años en ligas menores. En el 2000 es contratado por los Cardenales de San Luís como agente libre, equipo donde jugó 2 temporadas. En el 2005 es adquirido por los Rojos de Cinncinati como agente libre, pero una lesión en el hombro derecho no le permitió jugar durante 2 años. En el 2007 lo contratan los Osos de Newark, equipo de una liga independiente. En el 2008 es contratado por los Medias Blancas de Chicago, donde jugó hasta mediados de la campaña del 2010. Ese año regresa a la liga independiente con los Patos de Long Island.

## LVBP
Inicia su camino en el béisbol profesional venezolano con Pastora de los Llanos el mismo año en el cual fue firmado por los Rockies de Colorado, tres años más tarde logra establecerse en el equipo grande como sustituto. Para la temporada 2004-2005 sigue su buen rendimiento con el conjunto llanero y se consagra como el Jugador Más Valioso de la temporada, mayor logro que ha obtenido en el béisbol venezolano. En el año 2005 es vendido a las Águilas del Zulia, equipo en el cual juega hasta la campaña 2006-2007. Es vendido a los Tiburones de La Guaira en la temporada 2007-2008 y repite con este equipo en la 2008-2009.

## Premios
- En el año 1998 fue campeón de la liga rookie en Estados Unidos con el equipo de los Rockies de Colorado.
- En el año 2001 fue campeón pero en esta ocasión con la sucursal doble A de los Rockies de Colorado.
- En el 2002 fue campeón bate de la temporada 2002-2003, de la Liga Venezolana de Béisbol Profesional, luego de que las confrontaciones políticas obligaran a suspender la temporada.
- En la campaña 2004-2005 fue el jugador más valioso de la temporada, productor del año, campeón HR con 16, líder en carreras impulsadas y productor de la semana durante tres semanas consecutivas.